# Stat sua cuique dies

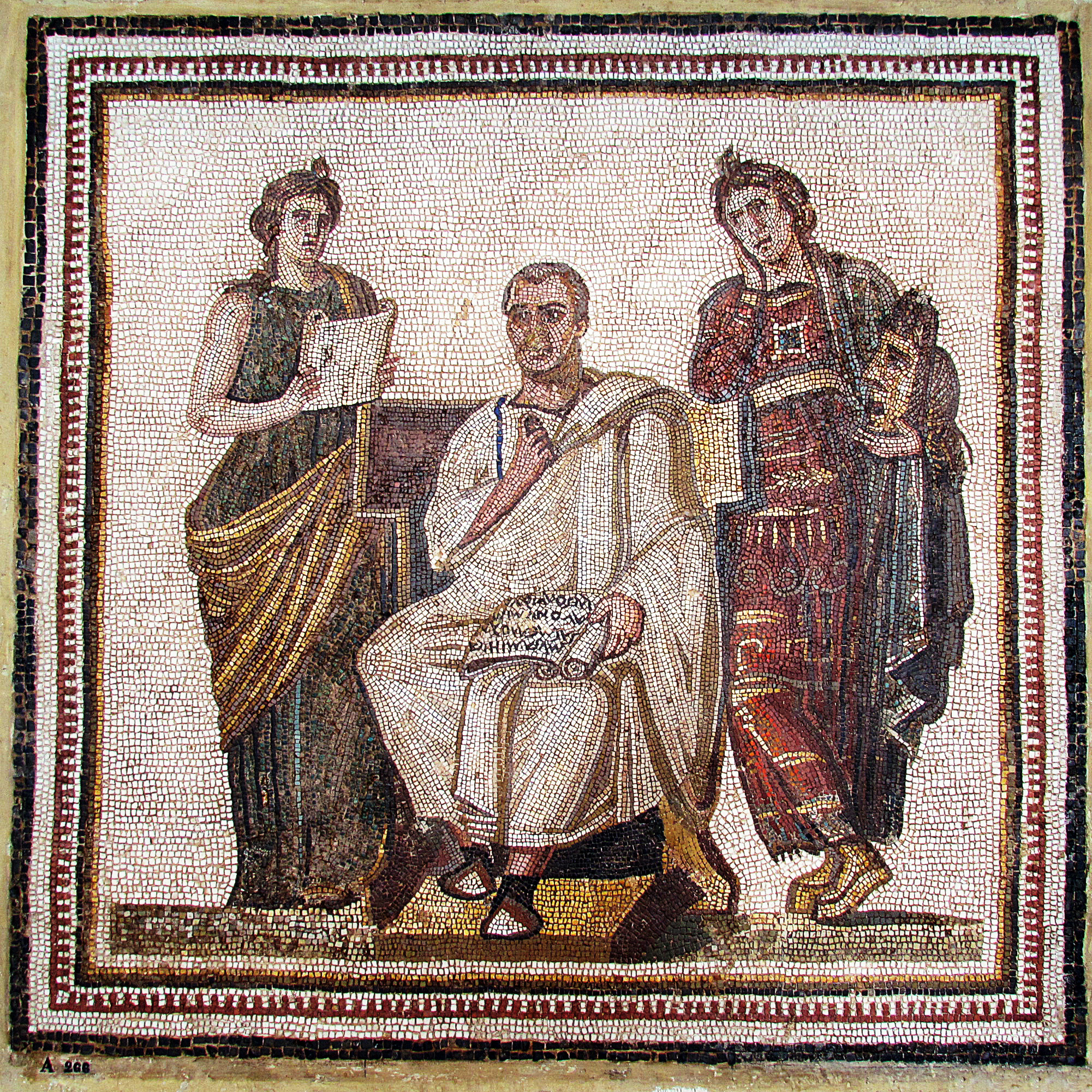
Virgilio con lEneide tra Clio e Melpomene (Museo nazionale del Bardo, Tunisi)

La locuzione latina Stat sua cuique dies ("A ciascuno è dato il suo giorno", Virgilio,  Eneide X, 467) è un frammento delle parole di Giove a Ercole, nel X libro dell’Eneide di Virgilio. Ercole, l'Alcide, piange per l'approssimarsi della morte di Pallante per mano di Turno, e il padre degli dèi lo consola con queste parole, ricordando poi la fine immatura del figlio Sarpedonte sotto le mura di Troia. L'intera frase recita: Stat sua cuique dies, breve et inreparabile tempus / Omnibus est vitae ("A ciascuno è dato il suo giorno, il tempo della vita / è breve e irreparabile per tutti", Aen. X, 467-468). 
Questo perché, come in Omero, nemmeno il padre degli dei può modificare il Fato, il tempo di vita e della morte è stabilito e immutabile. Questo ricorda la frase che la Sibilla Cumana rivolge a Enea quando visita gli inferi e incontra Palinuro: desine fata deum flecti sperare precando ("cessa di sperare di cambiare i fati degli dei con la preghiera").
La critica accosta il passo il tempo della vita è breve e irreparabile per tutti a versi analoghi di Ugo Foscolo (Intanto fugge questo reo tempo…),, Orazio, (Carpe diem), Jaufré Rudel (…l'ombra di un sogno fuggente), Giuseppe Ungaretti (La morte / si sconta / vivendo), William Shakespeare ("spegniti breve candela, la vita non è che un'ombra che cammina"), e alla frase memento mori. Il tema si ritrova in molti epitaffi antichi, come l'epitaffio di Sicilo.